# Élections législatives de 2012 dans la Vienne
Les élections législatives françaises de 2012 se déroulent les 10 juin 2012 et 17 juin 2012. Dans le département de la Vienne, quatre députés sont à élire dans le cadre de quatre circonscriptions, soit le même nombre d'élus malgré le redécoupage électoral.

## Élus
|   | Circonscription | Député sortant      | Groupe | Parti | Parti | Député élu ou réélu  | Parti | Parti | Groupe |
| - | --------------- | ------------------- | ------ | ----- | ----- | -------------------- | ----- | ----- | ------ |
| ≠ | 1re             | Alain Claeys        | SRC    |       | PS    | Alain Claeys         |       | PS    | SRC    |
| = | 2e              | Catherine Coutelle  | SRC    |       | PS    | Catherine Coutelle   |       | PS    | SRC    |
| ≠ | 3e              | Jean-Michel Clément | SRC    |       | PS    | Jean-Michel Clément  |       | PS    | SRC    |
| = | 4e              | Jean-Pierre Abelin  | NC     |       | NC    | Véronique Massonneau |       | EELV  | ÉCOLO  |

## Impact du redécoupage territorial
Le canton de Vouneuil-sur-Vienne passe de la 1re à la 3e circonscription.

## Résultats

### Analyse

#### 2etour
Le département passe totalement à gauche (3 sièges pour PS et 1 pour EÉLV). La droite est en berne, dans la 1re circonscription Jacqueline Daigre obtient 34,36 % : c'est le score qu'elle avait obtenue au premier tour de 2007. Catherine Coutelle (PS) est réélue facilement dans la 2e circonscription tout comme Jean-Michel Clément dans la 3e circonscription. L'élection d'une députée écologiste (Véronique Massonneau) et la défaite de Jean-Pierre Abelin (NC), député sortant, dans la 4e circonscription constitue la principale surprise de ces élections législatives.

### Résultats à l'échelle du département
| Parti          | Parti                                   | Premier tour | Premier tour | Second tour | Second tour | Sièges |
| Parti          | Parti                                   | Voix         | %            | Voix        | %           | Sièges |
| -------------- | --------------------------------------- | ------------ | ------------ | ----------- | ----------- | ------ |
|                | Parti socialiste                        | 62 087       | 35,92        | 79 274      | 47,40       | 3      |
|                | Europe Écologie Les Verts               | 13 284       | 7,69         | 21 330      | 12,75       | 1      |
|                | Divers gauche                           | 7 483        | 4,33         |             |             | 0      |
|                | Mouvement républicain et citoyen        | 336          | 0,19         | 0           |             |        |
|                | Gauche parlementaire                    | 83 190       | 48,13        | 100 604     | 60,15       | 4      |
|                |                                         |              |              |             |             |        |
|                | Union pour un mouvement populaire       | 33 579       | 19,43        | 45 882      | 27,43       | 0      |
|                | Nouveau Centre                          | 14 195       | 8,21         | 20 769      | 12,42       | 0      |
|                | Divers droite dont MPF et PCD           | 1 662        | 0,96         |             |             | 0      |
|                | Droite parlementaire                    | 49 436       | 28,60        | 66 651      | 39,85       | 0      |
|                |                                         |              |              |             |             |        |
|                | Front national                          | 19 096       | 11,05        |             |             | 0      |
|                | Front de gauche                         | 11 498       | 6,65         | 0           |             |        |
|                | Mouvement démocrate                     | 3 435        | 1,99         | 0           |             |        |
|                | Divers écologiste (LT, AEI, MEI, Cap21) | 2 542        | 1,47         | 0           |             |        |
|                | Extrême gauche (LO, NPA, POI)           | 2 209        | 1,28         | 0           |             |        |
|                | Debout la République                    | 1 277        | 0,74         | 0           |             |        |
|                | Autres                                  | 173          | 0,10         | 0           |             |        |
|                |                                         |              |              |             |             |        |
| Inscrits       | Inscrits                                | 303 577      | 100,00       | 303 551     | 100,00      | 4      |
| Abstentions    | Abstentions                             | 127 026      | 41,84        | 129 935     | 42,8        |        |
| Votants        | Votants                                 | 176 551      | 58,16        | 173 616     | 57,2        |        |
| Blancs et nuls | Blancs et nuls                          | 3 695        | 2,09         | 6 361       | 3,66        |        |
| Exprimés       | Exprimés                                | 172 856      | 97,91        | 167 255     | 96,34       |        |

### Résultats par circonscription

#### Première circonscription (Poitiers-Nord)
| Candidat       | Candidat                   | Parti                     | Premier tour | Premier tour | Second tour | Second tour |  |
| Candidat       | Candidat                   | Parti                     | Voix         | %            | Voix        | %           |  |
| -------------- | -------------------------- | ------------------------- | ------------ | ------------ | ----------- | ----------- |  |
|                | Alain Claeys sortant réélu | PS                        | 20 878       | 48,44        | 26 456      | 65,64       |  |
|                | Jacqueline Daigre          | UMP                       | 9 902        | 22,98        | 13 846      | 34,36       |  |
|                | Laure Brard                | FN                        | 4 371        | 10,14        |             |             |  |
|                | Nathalie Rimbault-Raitière | FG (PCF)                  | 3 155        | 7,32         |             |             |  |
|                | Arnaud Clairand            | EÉLV                      | 1 906        | 4,42         |             |             |  |
|                | Bernard Thévenet           | MoDem                     | 1 100        | 2,55         |             |             |  |
|                | Bruno Riondet              | Extrême gauche (NPA, Alt) | 407          | 0,94         |             |             |  |
|                | Myriam de Héricourt        | Divers droite (MPF)       | 324          | 0,75         |             |             |  |
|                | Jennie Broussard           | Divers écologiste (Cap21) | 319          | 0,74         |             |             |  |
|                | Ludovic Gaillard           | Extrême gauche (LO)       | 235          | 0,55         |             |             |  |
|                | Guillaume Verdier          | Divers droite (DLR)       | 221          | 0,51         |             |             |  |
|                | Francis Dupuis             | Divers écologiste (AÉI)   | 181          | 0,42         |             |             |  |
|                | Claudine Kepinski          | Extrême gauche (POI)      | 98           | 0,23         |             |             |  |
|                |                            |                           |              |              |             |             |  |
| Inscrits       | Inscrits                   | Inscrits                  | 77 232       | 100,00       | 77 231      | 100,00      |  |
| Abstentions    | Abstentions                | Abstentions               | 33 266       | 43,07        | 35 264      | 45,66       |  |
| Votants        | Votants                    | Votants                   | 43 966       | 56,93        | 41 967      | 54,34       |  |
| Blancs et nuls | Blancs et nuls             | Blancs et nuls            | 869          | 1,98         | 1 665       | 3,97        |  |
| Exprimés       | Exprimés                   | Exprimés                  | 43 097       | 98,02        | 40 302      | 96,03       |  |

#### Deuxième circonscription (Poitiers-Sud)
| Candidat       | Candidat                           | Parti                      | Premier tour | Premier tour | Second tour | Second tour |  |
| Candidat       | Candidat                           | Parti                      | Voix         | %            | Voix        | %           |  |
| -------------- | ---------------------------------- | -------------------------- | ------------ | ------------ | ----------- | ----------- |  |
|                | Catherine Coutelle sortante réélue | PS                         | 20 832       | 47,32        | 26 485      | 63,24       |  |
|                | Olivier Chartier                   | UMP                        | 11 867       | 26,96        | 15 392      | 36,76       |  |
|                | Hubert Adeline                     | FN                         | 3 318        | 7,54         |             |             |  |
|                | Thierry Mirebeau                   | FG (PG)                    | 2 700        | 6,13         |             |             |  |
|                | Marie-Madeleine Joubert            | EÉLV                       | 1 674        | 3,80         |             |             |  |
|                | Nathalie Guillet                   | MoDem                      | 1 236        | 2,81         |             |             |  |
|                | Nicole Dedryver                    | Divers droite (PCD)        | 514          | 1,17         |             |             |  |
|                | Magalie Tillet                     | Divers écologiste (LT-LNÉ) | 408          | 0,93         |             |             |  |
|                | Frédéric Bouchareb                 | Divers écologiste (Cap21)  | 406          | 0,92         |             |             |  |
|                | Maryse Desbourdes                  | Extrême gauche (NPA, Alt)  | 381          | 0,87         |             |             |  |
|                | Aicha Houssein                     | Divers droite (DLR)        | 249          | 0,57         |             |             |  |
|                | François Barère                    | Extrême gauche (LO)        | 187          | 0,42         |             |             |  |
|                | Maxence Lagalle                    | Divers (Pirate)            | 173          | 0,39         |             |             |  |
|                | Magdeleine Solas                   | Divers écologiste (AÉI)    | 78           | 0,18         |             |             |  |
|                |                                    |                            |              |              |             |             |  |
| Inscrits       | Inscrits                           | Inscrits                   | 75 580       | 100,00       | 75 571      | 100,00      |  |
| Abstentions    | Abstentions                        | Abstentions                | 30 846       | 40,81        | 32 281      | 42,72       |  |
| Votants        | Votants                            | Votants                    | 44 734       | 59,19        | 43 290      | 57,28       |  |
| Blancs et nuls | Blancs et nuls                     | Blancs et nuls             | 711          | 1,59         | 1 413       | 3,26        |  |
| Exprimés       | Exprimés                           | Exprimés                   | 44 023       | 98,41        | 41 877      | 96,74       |  |

#### Troisième circonscription (Montmorillon)
| Candidat       | Candidat                          | Parti                     | Premier tour | Premier tour | Second tour | Second tour |  |
| Candidat       | Candidat                          | Parti                     | Voix         | %            | Voix        | %           |  |
| -------------- | --------------------------------- | ------------------------- | ------------ | ------------ | ----------- | ----------- |  |
|                | Jean-Michel Clément sortant réélu | PS                        | 20 377       | 46,65        | 26 333      | 61,27       |  |
|                | Enguerrand Delannoy               | UMP                       | 11 810       | 27,04        | 16 644      | 38,73       |  |
|                | Cécile Perrot                     | FN                        | 5 249        | 12,02        |             |             |  |
|                | Samuel Bougrier                   | FG (PCF)                  | 2 949        | 6,75         |             |             |  |
|                | Michel Chéron                     | EÉLV                      | 1 300        | 2,98         |             |             |  |
|                | Alain Verdin                      | Divers droite (DLR)       | 607          | 1,39         |             |             |  |
|                | Thibaud Vincendeau                | Divers droite (MPF)       | 554          | 1,27         |             |             |  |
|                | Danièle Cassette                  | Extrême gauche (LO)       | 268          | 0,61         |             |             |  |
|                | Marc Flamant                      | Divers écologiste (Cap21) | 238          | 0,54         |             |             |  |
|                | Alexandre Raguet                  | Extrême gauche (NPA, Alt) | 233          | 0,53         |             |             |  |
|                | Serge Aupetit                     | Divers écologiste (AÉI)   | 92           | 0,21         |             |             |  |
|                |                                   |                           |              |              |             |             |  |
| Inscrits       | Inscrits                          | Inscrits                  | 74 817       | 100,00       | 74 805      | 100,00      |  |
| Abstentions    | Abstentions                       | Abstentions               | 29 978       | 40,07        | 30 240      | 40,43       |  |
| Votants        | Votants                           | Votants                   | 44 839       | 59,93        | 44 565      | 59,57       |  |
| Blancs et nuls | Blancs et nuls                    | Blancs et nuls            | 1 162        | 2,59         | 1 588       | 3,56        |  |
| Exprimés       | Exprimés                          | Exprimés                  | 43 677       | 97,41        | 42 977      | 96,44       |  |

#### Quatrième circonscription (Châtellerault)
| Candidat       | Candidat                   | Parti                      | Premier tour | Premier tour | Second tour | Second tour |  |
| Candidat       | Candidat                   | Parti                      | Voix         | %            | Voix        | %           |  |
| -------------- | -------------------------- | -------------------------- | ------------ | ------------ | ----------- | ----------- |  |
|                | Jean-Pierre Abelin sortant | NC                         | 14 195       | 33,75        | 20 769      | 49,33       |  |
|                | Véronique Massonneau élu   | EÉLV (PS, MRG)             | 8 404        | 19,98        | 21 330      | 50,67       |  |
|                | Christian Michaud          | diss. PS                   | 7 483        | 17,79        |             |             |  |
|                | Éric Audebert              | FN                         | 6 158        | 14,64        |             |             |  |
|                | Pierre Baraudon            | FG (PCF)                   | 2 694        | 6,41         |             |             |  |
|                | Nicolas Turquois           | MoDem                      | 1 099        | 2,61         |             |             |  |
|                | David Tillet               | Divers écologiste (LT-LNÉ) | 520          | 1,24         |             |             |  |
|                | Patrice Villeret           | Extrême gauche (LO)        | 400          | 0,95         |             |             |  |
|                | Dominique Lévêque          | Divers gauche (MRC)        | 336          | 0,80         |             |             |  |
|                | Pierre-Claude Fouquenet    | Divers droite (MPF)        | 270          | 0,64         |             |             |  |
|                | Sadik Cassim               | Divers droite (DLR)        | 200          | 0,48         |             |             |  |
|                | Françoise Silvestre        | Divers écologiste (AÉI)    | 162          | 0,39         |             |             |  |
|                | Pascal Michel              | Divers écologiste (Cap21)  | 138          | 0,33         |             |             |  |
|                |                            |                            |              |              |             |             |  |
| Inscrits       | Inscrits                   | Inscrits                   | 75 948       | 100,00       | 75 944      | 100,00      |  |
| Abstentions    | Abstentions                | Abstentions                | 32 936       | 43,37        | 32 150      | 42,33       |  |
| Votants        | Votants                    | Votants                    | 43 012       | 56,63        | 43 794      | 57,67       |  |
| Blancs et nuls | Blancs et nuls             | Blancs et nuls             | 953          | 2,22         | 1 695       | 3,87        |  |
| Exprimés       | Exprimés                   | Exprimés                   | 42 059       | 97,78        | 42 099      | 96,13       |  |

## Résultats de la présidentielle dans les circonscriptions
| Circonscriptions | François Hollande | Nicolas Sarkozy | Député(e)           |
| ---------------- | ----------------- | --------------- | ------------------- |
| 1re              | 60,43 %           | 39,57 %         | Alain Claeys        |
| 2e               | 59,64 %           | 40,36 %         | Catherine Coutelle  |
| 3e               | 55,33 %           | 44,67 %         | Jean-Michel Clément |
| 4e               | 52,97 %           | 47,03 %         | Jean-Pierre Abelin  |